# Almenno San Salvatore
Almenno San Salvatore (lombardul: Almèn) település Olaszországban, Lombardia régióban, Bergamo megyében. Lakosainak száma 5521 fő (2023. január 1.). Almenno San Salvatore Almenno San Bartolomeo, Ubiale Clanezzo, Villa d’Almè, Almè, Paladina és Strozza községekkel határos.

## Népesség
A település népességének változása:
| Lakosok száma | 5710 | 5677 | 5521 |
|               | 2017 | 2018 | 2023 |